# Libnotes soembana
Libnotes soembana är en tvåvingeart som först beskrevs av Edwards 1932.  Libnotes soembana ingår i släktet Libnotes och familjen småharkrankar. Inga underarter finns listade i Catalogue of Life.